# Spanyol megnyitás
 Ez a cikk a sakkjátszmák algebrai lejegyzését alkalmazza.
|    | |    |    |    |    |    |    |
|    | \| \| \| \| \| \| \| \| \| \| \| \| \| \| \| \| \| \| \| \| \| \| \| \| \| \| \| \| \| \| \| \| \| \| \| \| \| \| \| \| \| \| \| \| \| \| \| \| \| \| \| \| \| \| \| \| \| \| \| \| \| \| \| \| \| \| \| \| \| \| \| \| |    |    |    |    |    |    |
|    | |    |    |    |    |    |    |
| a8 | b8 | c8 | d8 | e8 | f8 | g8 | h8 |
| a7 | b7 | c7 | d7 | e7 | f7 | g7 | h7 |
| a6 | b6 | c6 | d6 | e6 | f6 | g6 | h6 |
| a5 | b5 | c5 | d5 | e5 | f5 | g5 | h5 |
| a4 | b4 | c4 | d4 | e4 | f4 | g4 | h4 |
| a3 | b3 | c3 | d3 | e3 | f3 | g3 | h3 |
| a2 | b2 | c2 | d2 | e2 | f2 | g2 | h2 |
| a1 | b1 | c1 | d1 | e1 | f1 | g1 | h1 |

| a8 | b8 | c8 | d8 | e8 | f8 | g8 | h8 |
| a7 | b7 | c7 | d7 | e7 | f7 | g7 | h7 |
| a6 | b6 | c6 | d6 | e6 | f6 | g6 | h6 |
| a5 | b5 | c5 | d5 | e5 | f5 | g5 | h5 |
| a4 | b4 | c4 | d4 | e4 | f4 | g4 | h4 |
| a3 | b3 | c3 | d3 | e3 | f3 | g3 | h3 |
| a2 | b2 | c2 | d2 | e2 | f2 | g2 | h2 |
| a1 | b1 | c1 | d1 | e1 | f1 | g1 | h1 |

A spanyol megnyitás (vagy Ruy Lopez) a sakkjátékban az egyik legnépszerűbb megnyitás. A nyitó lépéssorozat:
1. e4 e5
2. Hf3 Hc6
3. Fb5
A megnyitás egy 16. századi spanyol pap, Ruy López de Segura után kapta a nevét, de már korábban is ismert volt. Első írásos említése egy 1490-ből származó göttingeni kéziratból származik. Az egyik legnépszerűbb megnyitás, amelynek játszmáit a Sakkmegnyitások Enciklopédiája a C60–C99 kódok alatt jegyzi.

A megnyitásban a b5-re lépő világos futó megtámadja az e5-gyalogot védő huszárt, így fokozva a nyomást a centrumban. Márki István 1897-ben kiadott, A sakkjáték tankönyve című könyvében a spanyol megnyitásról így ír: 

„A legjobb és legbiztosabb megnyitások közé tartozik. Nem ugyan heves, de tartós és szilárd rohamot biztosít a játszmakezdőnek. Ez okból, kivált komoly sakkharcznál, gyakran használják.”

A megnyitás népszerűségének is köszönve, a folytatástól függően, sok változat, védelem, csapda és támadás alakult ki az elmúlt évszázadban. A legfontosabbak:
- 3..., a6 a spanyol megnyitás hagyományos folytatása
- 3..., g6 a Szmiszlov- vagy Barnes-védelem
- 3..., Hge7 a Cozio védelem
- 3..., Hd4 a Bird védelem
- 3..., d6 a Steinitz védelem
- 3..., f5!? a Schliemann védelem
- 3..., Hf6 a berlini védelem
- 3..., Fc5 a klasszikus vagy Cordel védelem.

## A hagyományos változat 3...a6-tal
Világos következő lépése 4.Fa4 vagy 4.Fxc6 lehet. A leggyakrabban alkalmazott 4.Fa4 Hf6 5.0-0 Fe7 lépésekkel előálló zárt változat mellett (amely külön szakaszban kerül ismertetésre) a lehetséges folytatások:
- 4.Fxc6 (csereváltozat)
- 4.Fa4
  - 4...b5 5.Fb3 Ha5 (Norvég változat)
  - 4...b5 5.Fb3 Fc5 (Grazi változat)
  - 4...b5 5.Fb3 Fb7 (Caro-változat)
  - 4...Fc5 (késleltetett klasszikus védelem)
  - 4...d6 (Modern Steinitz-védelem)
  - 4...f5 (késleltetett Schliemann-védelem)
  - 4...Hge7 (késleltetett Cozio-védelem)
  - 4...Fe7 5.Ve2 Hf6 (Worrall-támadás)
  - 4...Fe7 5.0-0 Hf6 (zárt védelem)
  - 4...Hf6 5.0-0 b5 6.Fb3 Fb7 (Arhangelszki védelem)
  - 4...Hf6 5.0-0 b5 6.Fb3 Fc5 (Modern arhangelszki védelem)
  - 4...Hf6 5.0-0 Fc5 (Møller-védelem)
  - 4...Hf6 5.0-0 d6 (Orosz védelem)
  - 4...Hf6 5.0-0 Hxe4 (Nyílt változat)
  - 4...Hf6 5.0-0 Be7 (Zárt változat)
  - 4...Hf6 5.d4 (Mackenzie-változat)
  - 4...Hf6 5.Qe2 (Wormald-támadás)
  - 4...Hf6 5.d3 (Anderssen-változat)

### A csereváltozat
Az 1.e4 e5 2.Hf3 Hc6 3.Fb5 a6 4.Fxc6 lépéssel előálló pozíciót nevezzül a spanyol megnyitás csereváltozatának. A Sakkmegnyitások Enciklopédiája a C68 és C69 kódok alatt jegyzi az ilyen lépésekkel kezdődő játszmákat.
A csereváltozatban világos elrontja sötét gyalogszerkezetét, hátránya viszont, hogy elveszti futópárját. A leggyakoribb folytatás 4...dxc6, de lehetséges 4...bxc6 is.

### A 4.Fa4-gyel kezdődő változatok
A ritkábban alkalmazott folytatásokat a Sakkmegnyitások Enciklopédiája a C70 kód alatt jegyzi.
A norvég védelem
1.e4 e5 2.Hf3 Hc6 3.Fb5 a6 4.Fa4 b5 5.Fb3 Ha5 lépésekkel sötét lecseréli világos futóját és elrontja annak gyalogszerkezetét.
A Schliemann-védelem
1.e4 e5 2.Hf3 Hc6 3.Fb5 a6 4.Fa4 f5
A MacKenzie változat
1.e4 e5 2.Hf3 Hc6 3.Fb5 a6 4.Fa4 Hf6 5.d4

### Változatok 3...a6 után Fc5-tel
Az elgondolás elve, hogy a futó c5-ön aktívabb, mint e7-en. Ebbe a csoportba tartozik a grazi védelem, valamint a Møller-védelem.

### A modern Steinitz-védelem
1.e4 e5 2.Hf3 Hc6 3.Fb5 a6 4.Fa4 utáni 4...d6 lépés jellemzi a modern Steinitz-védelmet, amelynek változatait a Sakkmegnyitások Enciklopédiája a C71–C76 kódokkal jegyzi. Világos lehetséges folytatásai: 5.c3, 5.c4, 5.Fxc6, 5.d4, és 5.0-0.
A késleltetett Steinitz-védelem
1.e4 e5 2.Hf3 Hc6 3.Fb5 a6 4.Fa4 Hf6 5.0-0 d6 a C79 kód alatt található.

### Az arhangelszki védelem
A Sakkmegnyitások Enciklopédiája a C78 kód alatt jegyzi az arhangelszki védelmet tartalmazó játszmákat.
Főváltozata 3...a6 után 4.Fa4 Hf6 5.0-0 b5 6.Fb3 Fb7. A sötét futó b7-re fejlesztésével a főátlón keresztül gyakorol nyomást a centrumra és a királyszárnyra.

### A nyílt változat
A nyílt változat a 3...a6 4.Fa4 Hf6 5.0-0 Hxe4 lépések után előálló pozíció. Több változatot tartalmaz, amelyek közül a leggyakoribb a 6.d4 b5 7.Fb3 d5 8.dxe5 Fe6 folytatás. Világos ekkor több folytatás között választhat: 9.c3, 9.Fe3, 9.Ve2 és 9.Hbd2. A nyílt változat elágazásainak ismertetése a Sakkmegnyitások Enciklopédiájában a C80–C83 kódok alatt található.

### A zárt változat
A 3...a6 után leggyakrabban előforduló változat, amely a 4.Fa4 Hf6 5.0-0 Fe7 lépéssorozatból áll. A főváltozattól eltérő folytatás lehetőségei:
- 6.Fxc6 (késleltetett csereváltozat)
- 6.d4 (centrumtámadás)
- 6.Ve2 (Worrall-támadás)
- 6.Be1 d6 (Averbah-változat)
- 6.Be1 b5 7.Fb3
  - 7...Fb7 (Trajković-változat)
  - 7...0-0 8.c3 d5 (Marshall-támadás)

### A zárt változat főváltozata
Az 1.e4. e5 2.Hf3 Hc6 3.Fb5 a6 4.Fa4 Hf6 5.0-0 Fe7 6.Be1 b5 7.Fb3 d6 8.c3 0-0 lépések után áll elő a zárt változat főváltozata, amelyet a Sakkmegnyitások Enciklopédiája a C84–C99 kódok alatt jegyez. A folytatás lehetséges változatai:
- 9.d3 (Pilnik-változat)
- 9.d4 (Yates-változat)
  - 9.d4 Fg4 (Bogoljubov-változat)
  - 9.d4 Fg4 10.a4 (Yates-változat, Short-támadás)
- 9.a3 (Szuetyin-változat)
- 9.Fc2 (Lutyikov-változat)
- 9.h3
  - 9...Ha5 (Csigorin-védelem)
  - 9...Hb8 (Breyer-változat)
  - 9...Fb7 (Zajcev-változat)
  - 9...Hd7 (Karpov-változat)
  - 9...Fe6 (Holmov-változat)
  - 9...h6 (Szmiszlov-változat)
  - 9...Vd7 (Szmiszlov-változat)
  - 9...a5 (Keres-változat)

## Sötét lehetőségei 3...a6 helyett
- 3...Hge7 (Cozio-védelem)
- 3...g6 (Szmiszlov-védelem)
- 3...Hd4 (Bird-védelem)
- 3...d6 (Steinitz-védelem)
- 3...f5!? (Schliemann-védelem)
- 3...Fc5 (Klasszikus vagy Cordel-védelem)
- 3...Hf6 (Berlini védelem)

A versenygyakorlatban nagyon népszerű a berlini- és a Schliemann-védelem.
Sötét további lépéslehetőségei 3...a6 helyett, amelyek kevésbé népszerűek:
- 3...Fb4 (Alapin-védelem)
- 3...Vf6
- 3...f6 (Nürnbergi védelem)
- 3...Ve7 (Vinogradov-változat)
- 3...Ha5 (Pollock-védelem)
- 3...g5 (Brentano-védelem)
- 3...Fd6
- 3...b6? (Rotary védelem vagy Albany védelem)
- 3...d5? (Sawyer-csel vagy spanyol ellencsel)
- 3...Fe7 (Lucena-védelem)